# Larin-Kyösti

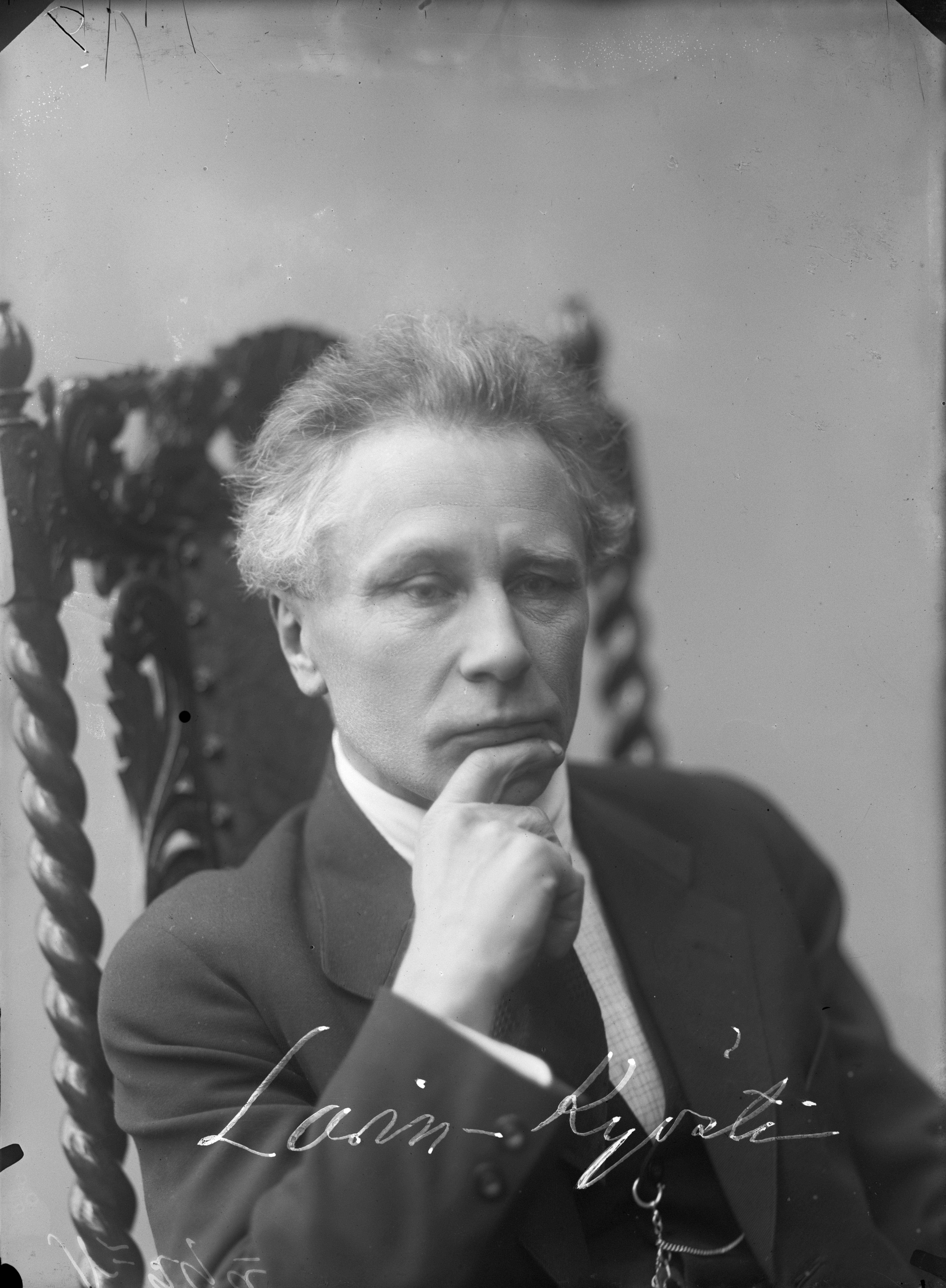
Larin-Kyösti

Karl Gustaf (Kaarlo Kyösti) Larson, pseudonymen Larin-Kyösti ("Lars' Gösta"), född 5 juni 1873 i Tavastehus, död 2 december 1948 i Helsingfors, var en finländsk skald. Han tilldelades Aleksis Kivipriset 1941.
Larson, som hade svenskfödda föräldrar (fadern var från Norrköping, modern från Dalarna), genomgick finska lyceet i Tavastehus, blev student 1895 och studerade en tid filologi. Under skoltiden skrev han sina första dikter, på svenska, men inflytande från den finska omgivningen fick honom att övergå till finska språket. De avgörande impulserna ansåg han ha fått under en vistelse i Savolax och Karelen. År 1897 utgav han sin första diktsamling Tän pojan kevätrallatuksia (Den här gossens vårlåtar), med motiv, nu som ofta senare, hämtade ur finskt folkliv och finländsk inlandsnatur. 
Av Larsons övriga verk, flera belönade med statens litterära pris, kan nämnas diktsamlingarna Kylän lauluja (Bysånger; 1898) och Kulkurin lauluja (En vandrares visor; 1898), lustspelet Juhannustulilla (Vid midsommareldarna; 1900), diktsamlingen Unta ja totta (Dröm och verklighet; 1901), den berättande dikten Kuisma ja Helinä (Kuisma och Helinä; 1902), diktsamlingen Kellastuneita lehtiä (Gulnade löv; 1903), sagospelet Tuhkimo ja kuninkaantytär (Askungen/Askepilt och prinsessan; musik av Selim Palmgren; 1903), de berättande dikterna Musta hepo (Svarta hästen; 1904), en av de första skärgårdsskildringarna på finska språket, Aslak Hetta (1909), diktsamlingen Meren maininkeja (Dyningar; 1907), Katupeilin kuvia (Bilder i skvallerspegeln; 1910), en novellsamling, som kan betraktas som ett försök att vidga ämneskretsen i riktning mot den realistiska och psykologiska berättelsen. 
Larson hade en utpräglat lyrisk läggning, och hans dikter präglas ofta av en ljus ton, som är relativt ovanlig i den finskspråkiga lyriken. Både i Finland och i Sverige ville man på denna punkt se snarare ett vittnesbörd om Larsons svenska härstamning än som ett resultat av de studier av Gustaf Fröding, som satte sina spår i hans teknik, särskilt under de tidigare skedena av hans diktning.
Med åren gjorde sig emellertid ett inslag av pessimistisk reflexion allt starkare gällande i Larsons lyrik, och den fick allt mera av den finska poesins allmänna ton av vemod och längtan. Bland hans senare verk kan nämnas versböckerna Lauluja vanhasta kaupungista (Sånger om den gamla staden, 1912), Ballaadeja (1913), legenden Ilja munkki (Munken Elias, 1917), Taiston tiellä (På stridens väg, 1918) och Kohotettu keihäs (Det höjda spjutet, 1920), en samling frihetssånger, Iloisia helkkeitä (Glada låtar, 1920) samt Meren äärillä (Vid havet, 1921), intryck från en Hoglandsresa. Han skrev även flera teaterstycken, såsom sagospelet Taikapeili (Trollspegeln, 1916), liksom även prosaarbeten, skissamlingen Jouluyön tarina (En julnattssägen, 1918) och novellen Ilotyttö (Glädjeflickan, 1919).

## Svenska översättningar
- Dikter (öfvers. af Gunnar Castren, Dagmar Forstén, Bertel Gripenberg, Rafael Lindqvist, Wilhelm Lundström, Arvid Mörne, Jacob Tegengren, 1908)
- Ad astra: en hattmålares dröm i sex tablåer (översättning Holger Nohrström, Bonnier, 1911)
- Askepilt och prinsessan (översättning Ragnar Ekelund, 1916)
- Sanning och sägen: berättelser och sagor (översättning Sven Karlén, Bonniers, 1916)

## Utmärkelser
- Riddartecknet av I klass av Finlands Vita Ros’ orden[1]

[Redigera Wikidata]